# Александър Винербергер
Александър Винербергер (на немски: Alexander Wienerberger, 8 декември 1891 г., Виена – 5 януари 1955 г. ) е австрийски инженер-химик, работил 19 години в химически предприятия на СССР. Известен е с това, че когато работи в Харков, той прави и запазва фотографии от Гладомора през 1932 – 1933 г., които са фотодоказателства за масовото гладуване на жителите на Украйна по това време.

## Биография
Александър Винербергер е роден през 1891 г. (други източници погрешно посочват 1898 г.) в столицата на Австро-Унгария, град Виена, в чешко-еврейско семейство. Въпреки факта, че баща му е бил евреин по националност, самият Александър, според дъщеря му, се считал за австриец и атеист .
От 1910 до 1914 г. учи във Философския факултет на Виенския университет.
По време на Първата световна война е мобилизиран в австроунгарската армия, участва в битки срещу руската армия и е пленен през 1915 година.
През 1917 г. той успява да се премести в Москва, където основава химическа лаборатория с приятели. През есента на 1919 г. той се опитва да избяга от Съветска Русия в Австрия през Естония, използвайки фалшиви документи, но не успява – в Псков е арестуван от ЧК. Винербергер е осъден за шпионаж и прекарва значителна част от 20-те години в затвора в Лубянка в Москва. По време на престоя си в руския затвор уменията му на химик са оценени от съветското правителство. Чуждестранните затворници са работили в производството, и Винербергер е назначен за инженер по производството на лакове и бои, а по-късно той работи във фабрики за производство на експлозиви.
През 1927 г. бракът му с Йозефина Рьонимойс, която произхожда от балтийските немци, се разпада. Йозефина, заедно с дъщеря си Анемари и сина си Александър, остават в Естония (по-късно Анемари се мести в Австрия).
През 1928 г., за първи път след плена, Винербергер посещава роднините си във Виена и сключва нов брак с Лили Цимерман, дъщеря на производител от Швехат. След завръщането си в Москва наложените му ограничения са отменени, което позволява на съпругата му да се премести в Съветския съюз. През 1931 г. на съпрузите се ражда дъщеря Марго (съветското правителство позволява съпругата на инженера да се върне във Виена по време на раждането).
В началото на 30-те години на миналия век семейство Винербергер живее в Москва, където Александър заема ръководна длъжност в химически завод. През 1932 г. е изпратен в Любучани (Московска област), където е технически директор на фабрика за пластмаси, а през 1933 г. е изпратен в Харков, където е назначен на подобна длъжност.

## Фотодоказателства за глада от 1932 – 1933 г.
Живеейки в Харков, тогавашната столица на Украинската ССР, Винербергер става свидетел на мащабен глад и снима сцените, които виждал по улиците на града, въпреки опасността от арест от страна на НКВД .
По време на престоя си в Харков Александър Винербергер тайно прави около 100 снимки на града по време на Гладомора. Неговите фотографии изобразяват опашки от гладни хора в магазини за хранителни стоки, гладуващи деца, тела на хора, умрели от глад по улиците на Харков, масови гробове на жертви на глада. Инженерът създава своите фотографии с помощта на немска камера Leica, която вероятно му е осигурена от приятели от чужбина.
Заминавайки за Австрия през 1934 г., Винербергер пренася негативите чрез дипломатическа поща през австрийското посолство. Австрийските дипломати настояват за такава мярка за предпазливост, тъй като съществува голяма вероятност от претърсване на личните вещи на инженера на границата и откриването на снимките би застрашило живота му. След завръщането си във Виена Винербергер предава фотографиите на кардинал Теодор Иницер, който заедно с генералния секретар на Международния комитет за националните малцинства Евалд Аменде ги представя на Лигата на нациите .
През 1934 г. Отечественият фронт в Австрия издава материалите на Винербергер под формата на малка брошура, озаглавена „Rußland, wie es wirklich ist“ (Русия, каквато е всъщност), но без да посочи автора.
Снимките на Винербергер за първи път стават достъпни за обществеността през 1935 г. благодарение на публикация в книгата „Трябва ли да гладува Русия?"(Muss Russland Hungern) на Евалд Амменде отново без посочване на автора на фотографиите поради опасения за безопасността на техния създател. През 1939 г. Александър Винербергер публикува в Австрия собствена книга с мемоари за живота си в Съветския съюз, в която две глави са посветени на Гладомора. Снимките са включени и в неговите мемоари, публикувани през 1942 г.
През 1944 г. Винербергер служи като офицер за връзка на Руската освободителна армия. След войната той успява да избегне предаването му на съветските войски – той се озовава в американската окупационна зона в Залцбург, където умира през 1955 г.

### На руски
- Уникални снимки от Холодомора в Украйна: Александър Винербергер тайно ги засне
- „Хранете прасета с трупове“: публикувани неизвестни снимки от Холодомора
- „С риск да вляза в подземията на НКВД, прадядо ми снима жертвите на Холодомора“
- „Това беше геноцид“: историята на британски фотограф, който говори за Холодомора

### На украински
- Невідомі фото Голодомору інженера Вінербергера

### На други езици
- Александър Винербергер: Спомените на дъщеря му.
- britishphotohistory.ning.com
- www.rferl.org
- Йозеф Фогл. Александър Винербергер – Fotograf des Holodomor. В: Dokumentationsarchiv des österreichischen Widerstandes (Hrsg.), Feindbilder, Wien 2015 (= Jahrbuch 2015), S. 259 – 272.

|  | Тази страница частично или изцяло представлява превод на страницата „Винербергер, Александр“ в Уикипедия на руски. Оригиналният текст, както и този превод, са защитени от Лиценза „Криейтив Комънс – Признание – Споделяне на споделеното“, а за съдържание, създадено преди юни 2009 година – от Лиценза за свободна документация на ГНУ. Прегледайте историята на редакциите на оригиналната страница, както и на преводната страница, за да видите списъка на съавторите. ВАЖНО: Този шаблон се отнася единствено до авторските права върху съдържанието на статията. Добавянето му не отменя изискването да се посочват конкретни източници на твърденията, които да бъдат благонадеждни. |